# Morris (Connecticut)
Morris es un pueblo ubicado en el condado de Litchfield en el estado estadounidense de Connecticut. En el año 2005 tenía una población de 2.393 habitantes y una densidad poblacional de 54 personas por km².

## Geografía
Morris se encuentra ubicada en las coordenadas 41°41′38″N 73°12′38″O / 41.69389, -73.21056.

## Demografía
Según la Oficina del Censo en 2000 los ingresos medios por hogar en la localidad eran de $58,050, y los ingresos medios por familia eran $63,293. Los hombres tenían unos ingresos medios de $49,063 frente a los $37,279 para las mujeres. La renta per cápita para la localidad era de $29,233. Alrededor del 6.3% de la población estaban por debajo del umbral de pobreza.